# لگد (فیلم ۱۹۹۸)
«لگد» (انگلیسی: Recoil (1998 film) نام یک فیلم سینمایی در ژانر فیلم اکشن که در سال ۱۹۹۵ منتشر شد.